# Giải bóng đá trong nhà vô địch quốc gia 2021
Giải bóng đá trong nhà vô địch quốc gia 2021 (Hay còn gọi: Giải Futsal HDBank Vô địch Quốc gia 2021) là sự kiện lần thứ 15 của Giải bóng đá trong nhà vô địch quốc gia do VFF và VOV phối hợp tổ chức. Nhà tài trợ cho giải đấu mùa này đó là HD Bank.

## Các đội Futsal tham dự
Có 12 đội tham dự bao gồm:
- Vòng loại (Giai đoạn I): Cao Bằng, Hưng Gia Khang Đắk Lắk, Quảng Nam, Tân Hiệp Hưng, VietFootball.
- Vòng chung kết (Giai đoạn II): Thái Sơn Nam, Thái Sơn Bắc, Đà Nẵng, Zetbit Sài Gòn FC, Sahako, Sanvinest Sanatech Khánh Hoà.

## Địa điểm thi đấu
- Nhà thi đấu Thể dục thể thao, tỉnh Đắk Lắk.
- Nhà thi đấu Lãnh Binh Thăng, Thành phố Hồ Chí Minh.

## Thể thức thi đấu
Tham dự giải futsal HDBank Vô địch Quốc gia 2021 có 12 đội, được chia thành 2 giai đoạn. Giai đoạn 1 (tức vòng loại) diễn ra từ ngày 28/3 đến ngày 05/4 tại Nhà thi đấu Thể dục thể thao, tỉnh Đắk Lắk với sự tham dự của 6 đội gồm Cao Bằng, Câu lạc bộ Hưng Gia Khang Đắk Lắk, Quảng Nam, Tân Hiệp Hưng, Vietfootball. Các đội sẽ thi đấu vòng tròn một lượt để tính điểm, xếp hạng chọn 4 đội có thứ hạng cao nhất tham dự Giai đoạn 2.
Giai đoạn 2 có sự góp mặt của 10 đội với 6 đội đứng trong Top 6 của mùa giải vừa qua gồm Đương kim vô địch Thái Sơn Nam, Sahako, Savinest Sanatech Khánh Hoà, Zetbiz Sài Gòn FC, Đà Nẵng, Thái Sơn Bắc, Hiếu Hoa Đà Nẵng FC cùng 4 đội vượt qua vòng loại (tức giai đoạn 1). Giai đoạn 2 sẽ thi đấu theo thể thức lượt đi – lượt về để tính điểm, xếp hạng chung cuộc. Lượt đi giai đoạn 2 sẽ diễn ra từ ngày 09/4 đến ngày 30/4 tại Nhà thi đấu Thể dục thể thao, tỉnh Đắk Lắk. Lượt về giai đoạn 2 diễn ra từ ngày 20/10 đến ngày 14/11 tại Nhà thi đấu Thể dục thể thao, tỉnh Đắk Lắk.
Các đội nằm trong Top 6 chung cuộc sẽ được đặc cách tham dự giai đoạn 2 của mùa giải năm tới nhưng  chỉ có các đội nằm trong Top 5 mới được đặc cách tham dự Giai đoạn 2 giải futsal HDBank Cúp Quốc gia 2021. Giải futsal HDBank Cúp Quốc gia 2021 sẽ diễn ra từ 01/9 đến ngày 16/9 tại Trung tâm Huấn luyện và Thi đấu Thể dục Thể thao tỉnh Lâm Đồng. Theo quy định, đội vô địch giải futsal Vô địch Quốc gia sẽ đại diện Việt Nam tham dự giải futsal Vô địch các Câu lạc bộ châu Á còn đội đứng nhì sẽ tham dự giải Vô địch các Câu lạc bộ Futsal Đông Nam Á.

## Vòng loại

### Kết quả vòng loại
| Đội 1                  | Tỷ số | Đội 2                  |
| 28 tháng 3 năm 2021    |       |                        |
| Cao Bằng               | 4–0   | VietFootball           |
| Hưng Gia Khang Đắk Lắk | 1–3   | Quảng Nam              |
| 30 tháng 3 năm 2021    |       |                        |
| Quảng Nam              | 2–2   | Tân Hiệp Hưng          |
| VietFootball           | 1–7   | Hưng Gia Khang Đắk Lắk |
| 1 tháng 4 năm 2021     |       |                        |
| Tân Hiệp Hưng          | 4–1   | Cao Bằng               |
| Quảng Nam              | 13–3  | Vietfootball           |
| 3 tháng 4 năm 2021     |       |                        |
| Cao Bằng               | 2–3   | Quảng Nam              |
| Tân Hiệp Hưng          | 2–4   | Hưng Gia Khang Đắk Lắk |
| 5 tháng 4 năm 2021     |       |                        |
| VietFootball           | 1–4   | Tân Hiệp Hưng          |
| Hưng Gia Khang Đắk Lắk | 2–3   | Cao Bằng               |

### Bảng xếp hạng vòng loại
| VT | Đội                    | ST | T | H | B | BT | BB | HS  | Đ  | Thăng hạng hoặc xuống hạng |
| -- | ---------------------- | -- | - | - | - | -- | -- | --- | -- | -------------------------- |
| 1  | Quảng Nam              | 4  | 3 | 1 | 0 | 21 | 8  | +13 | 10 | Lọt vào Vòng chung kết     |
| 2  | Tân Hiệp Hưng          | 4  | 2 | 1 | 1 | 12 | 9  | +3  | 7  | Lọt vào Vòng chung kết     |
| 3  | Cao Bằng               | 4  | 2 | 0 | 2 | 11 | 9  | +2  | 6  | Lọt vào Vòng chung kết     |
| 4  | Hưng Gia Khang Đắk Lắk | 4  | 2 | 0 | 2 | 14 | 9  | +5  | 6  | Lọt vào Vòng chung kết     |
| 5  | VietFootball           | 4  | 0 | 0 | 4 | 5  | 28 | −23 | 0  | Không vượt qua Vòng loại   |

## Vòng chung kết

### Bảng xếp hạng
| VT | Đội                    | ST | T  | H | B  | BT | BB | HS  | Đ  | Giành quyền tham dự hoặc xuống hạng                    |
| -- | ---------------------- | -- | -- | - | -- | -- | -- | --- | -- | ------------------------------------------------------ |
| 1  | Thái Sơn Nam           | 18 | 16 | 1 | 1  | 61 | 10 | +51 | 49 | Đủ điểu kiện tham dự AFC Futsal Club Championship 2022 |
| 2  | Sahako                 | 18 | 14 | 3 | 1  | 67 | 23 | +44 | 45 | Đủ điểu kiện tham dự AFF Futsal Club Championship 2022 |
| 3  | Sài Gòn F.C.           | 18 | 12 | 2 | 4  | 60 | 39 | +21 | 38 |                                                        |
| 4  | Thái Sơn Bắc           | 18 | 8  | 4 | 6  | 40 | 33 | +7  | 28 |                                                        |
| 5  | Sanvinest Khánh Hòa    | 18 | 8  | 4 | 6  | 45 | 35 | +10 | 28 |                                                        |
| 6  | Hiếu Hoa Đà Nẵng       | 18 | 6  | 4 | 8  | 38 | 42 | −4  | 22 |                                                        |
| 7  | Tân Hiệp Hưng          | 18 | 4  | 4 | 10 | 28 | 54 | −26 | 16 | Giai đoạn 1 của Mùa giải 2022                          |
| 8  | Cao Bằng               | 18 | 3  | 4 | 11 | 33 | 64 | −31 | 13 | Giai đoạn 1 của Mùa giải 2022                          |
| 9  | Quảng Nam              | 18 | 4  | 1 | 13 | 26 | 58 | −32 | 13 | Giai đoạn 1 của Mùa giải 2022                          |
| 10 | Hưng Gia Khang Đắk Lắk | 18 | 1  | 1 | 16 | 24 | 64 | −40 | 4  | Giai đoạn 1 của Mùa giải 2022                          |

### Kết quả
Thời gian thi đấu lượt đi từ ngày 9 tháng 4 đến ngày 30 tháng 4 năm 2021. Thời gian thi đấu lượt về từ ngày 15 tháng 11 đến ngày 5 tháng 12 năm 2021.
| Nhà \ Khách            | TSN | SHK | SG  | TSB | SNT | ĐN  | THH | CB  | QN  | HDL |
| ---------------------- | --- | --- | --- | --- | --- | --- | --- | --- | --- | --- |
| Thái Sơn Nam           | —   | 3–1 | 3–2 | 3–0 | 3–0 | 3–0 | 1–0 | 2–0 | 4–0 | 4–2 |
| Sahako                 | 0–0 | —   | 4–3 | 4–0 | 2–1 | 4–1 | 8–2 | 1–1 | 6–2 | 2–0 |
| Sài Gòn F.C.           | 0–4 | 4–4 | —   | 1–1 | 5–7 | 2–0 | 4–1 | 3–0 | 5–1 | 3–1 |
| Thái Sơn Bắc           | 2–1 | 2–4 | 2–4 | —   | 3–1 | 6–1 | 2–1 | 4–0 | 1–3 | 5–1 |
| Sanvinest Khánh Hòa    | 0–4 | 1–3 | 2–6 | 2–2 | —   | 1–1 | 1–1 | 6–0 | 3–0 | 6–1 |
| Hiếu Hoa Đà Nẵng       | 1–5 | 0–1 | 4–5 | 4–2 | 1–2 | —   | 1–1 | 7–3 | 4–1 | 2–1 |
| Tân Hiệp Hưng          | 0–4 | 1–7 | 0–1 | 1–1 | 0–7 | 0–0 | —   | 3–1 | 5–0 | 4–3 |
| Cao Bằng               | 1–6 | 1–6 | 2–3 | 1–5 | 2–2 | 4–4 | 6–3 | —   | 3–3 | 3–0 |
| Quảng Nam              | 0–4 | 1–5 | 1–5 | 0–1 | 0–1 | 1–3 | 5–2 | 2–4 | —   | 3–0 |
| Hưng Gia Khang Đắk Lắk | 1–7 | 0–5 | 2–4 | 2–2 | 1–3 | 1–4 | 3–3 | 4–1 | 2–3 | —   |

## Truyền hình
Các trận đấu được truyền hình trực tiếp trên các kênh sóng VTC3, VTC8, VOVTV

## Tổng hợp mùa giải

### Danh hiệu tập thể
- Đội vô địch: Thái Sơn Nam
- Giải Nhì: Sahako
- Giải ba: Zetbit Sài Gòn FC
- Giải phong cách: Thái Sơn Nam

### Danh hiệu cá nhân
- Cầu thủ xuất sắc: Nguyễn Minh Trí (Thái Sơn Nam)
- Thủ môn xuất sắc: Hồ Văn Ý (Thái Sơn Nam)
- Cầu thủ ghi nhiều bàn thắng nhất: Phùng Trọng Luân (Zetbit Sài Gòn FC) với 18 bàn thắng.